# Frame
El quadre (o frame, de l'anglès) és la unitat mínima, en forma d'imatge estàtica, en què es pot descompondre una seqüència de vídeo. El seu mostreig es realitza cada determinat temps de mostreig Ts (temps entre quadres consecutius).
Equivalentment es defineix el seu invers com la freqüència de quadre. Aquesta magnitud es mesura en hertzs (Hz) o bé en quadres per segon.
{\displaystyle f_{quadre}=1/T_{s}}

## En cinematografia
Terme anglès que significa fotograma, és a dir, cadascuna de les imatges instantànies en què es divideix una pel·lícula de cinema que donen sensació de moviment en ser projectades seqüencialment. De vegades també s'utilitza per nomenar els  quadres de vídeo per ser també les mínimes imatges completes que s'han d'una seqüència, però el quadre es grava electrònicament en algun tipus de suport, mentre que el fotograma és part d'una pel·lícula fotosensible, ja sigui positiva o negativa.

## En la informàtica
La paraula frame és un anglicisme que posseeix diverses traduccions. En que fa a la informàtica, s'anomena  frame  en anglès al que en català es coneix com a marc, segons a què se li aplica i variant llavors el seu significat final en funció d'això:
1. En gràfics per ordinador, contingut d'una pantalla de dades o el seu espai d'emmagatzematge equivalent.
2. En comunicacions, un paquet de dades o simplement  'paquet' , que és un bloc fix de dades transmeses com una sola entitat.
3. En sistemes de comunicacions com frame relay , és una  'trama'  de dades de mida variable i pot ser tan llarga com milers de  bytes  o més.
4. En autoedició, caixa movible i de mida flexible, que conté una imatge gràfica.
5. En intel·ligència artificial, estructura de dades que conté una descripció general d'un objecte, que es deriva de conceptes bàsics i de l'experiència.
6. Pot referir-se a una etiqueta en HTML.

## En l'electromecànica
Són les mesures per al muntatge respectiu de màquines elèctriques o mecàniques. Per exemple, els motors porten la  'carcassa'  descrita en placa per adequar la base on va ser instal·lada la màquina.